# Gabriel Marcillac
Gabriel Marcillac (Montpeller, 9 d'agost de 1904 - Châteauroux, 4 d'octubre de 1984) va ser un ciclista francès que fou professional del 1923 fins al 1933. Combinà el ciclisme en pista amb la carretera.

## Palmarès
- 1922
  - 1r a la París-Évreux
- 1925
  - 1r a la París-Contres
- 1927
  - 1r al Critérium des As
- 1928
  - 1r als Sis dies de Marsella (amb Georges Faudet)
- 1933
  - 1r de les 24 hores de Montpeller (amb Jules Merviel)